# Familii din care au fost mai mulți papi
Familii din care au fost mai mulți papi sunt:
- Conții de Tusculo (5 papi):
  - Ioan al XII-lea,
  - Benedict al VII-lea,
  - Benedict al VIII-lea,
  - Ioan al XIX-lea,
  - Benedict al IX-lea (papă de trei ori).

- Conții de Segni (4 papi):
  - Inocențiu al III-lea,
  - Grigore al IX-lea,
  - Alexandru al IV-lea,
  - Inocențiu al XIII-lea.

- Crescenzi (3 papi):
  - Ștefan al V-lea, (în realitate al IV-lea),
  - Sergiu al II-lea,
  - Adrian al II-lea (acesta este prezentat uneori ca fiind din familia Colonna, cu care într-adevăr se înrudea pe linie maternă).

- Savelli din Roma (3 papi):
  - Grigore al II-lea,
  - Honoriu al III-lea,
  - Honoriu al IV-lea.

- Orsini din Roma (3 papi):
  - Celestin al III-lea,
  - Nicolae al III-lea,
  - Benedict al XIII-lea.

- Medici din Firenze (3 papi):
  - Leon al Xlea,
  - Clement al VII-lea,
  - Leon al XI.lea.

- Anici din Roma (2 papi):
  - Felix al III-lea.
  - Grigore cel Mare.

- Caetani din Gaeta (2 papi):
  - Gelaziu al II-lea,
  - Bonifaciu al VIII-lea.

- Borgia di Játiva (2 papi):
  - Calixt al III-lea,
  - Alexandru al VI-lea.

- Colonna din Roma (2 papi):
  - Adrian I,
  - Martin al V-lea.

- Castiglioni din Milano (2 papi):
  - Celestin al IV-lea,
  - Pius al VIII-lea.

- Rovere din Savona (2 papi):
  - Sixt al IV-lea,
  - Iuliu al II-lea.

- Fieschi dei Conti din Lavagna (2 papi):
  - Inocențiu al IV-lea,
  - Adrian al V-lea.

- Piccolomoni din Siena (2 papi):
  - Pius al II-lea,
  - Pius al III-lea.

- Roger de Beaufort (2 papi):
  - Clement al VI-lea,
  - Grigore al XI-lea.

La acestea se mai amintește că:
- nu se cunoaște numele familiei romane din care au provenit cei doi frați papi:
  - Ștefan al II-lea și
  - Paul I;

- nu se cunoaște nici numele familiei din care au fost papi tatăl și fiul:
  - Hormisdas și
  - Silveriu.